# Matei Evanghelistul

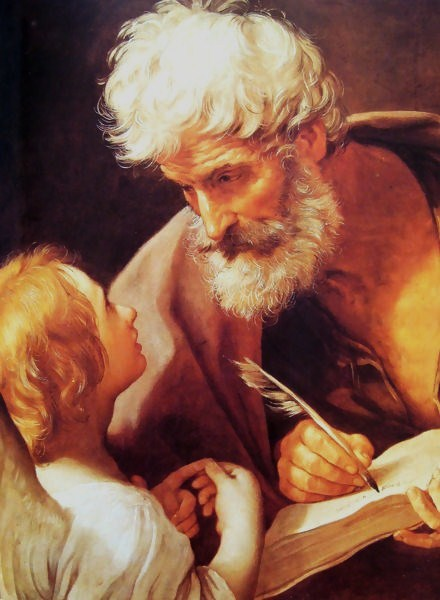
Sf. Matei Evanghelistul și îngerul, de Guido Reni

Apostolul Matei, cunoscut și ca Matei Evanghelistul, (n. secolul I d.Hr., Țara Israel, Palestina – d. 74 d.Hr., Etiopia) este în tradiția creștină autorul Evangheliei după Matei, una din scrierile Noului Testament.
Un apostol a fost numit „Matei” în „Evanghelia după Matei” (Matei 9:9) și „Levi” în Evangheliile după Marcu (Marcu 2:14) și după Luca (Luca 5:27). „Evanghelia după Ioan” nu-l amintește. Simbolul lui este un înger. Vameș din Galileea, în slujba tetrarhului Herodes Antipas. Se spune că ar fi întreprins călătorii misionare în Persia și Etiopia. Tradiția susține că apostolul Matei ar fi fost asasinat (străpuns cu o spadă, prin spate, în timp ce se afla lângă un altar) din ordinul regelui etiopian Eggipus, în urma unor intrigi de curte.
Evanghelia după Matei a fost scrisă în limba greacă (nu este o traducere). Bibliștii sunt de multă vreme în mod covârșitor de acord cu această teză.
Nu există niciun izvor istoric de încredere care să arate că autorul Evangheliei după Matei s-ar fi numit în realitate Matei, evanghelia sa fiind publicată în mod anonim:
„Ceea ce cei mai mulți nu-și dau seama este că titlurile lor au fost adăugate ulterior de creștini din secolul al II-lea, la decenii întregi după ce aceste cărți fuseseră scrise, pentru a putea pretinde că ele au fost scrise de apostoli. De ce ar fi făcut asta creștinii? Amintiți-vă discuția anterioară asupra formării canonului Noului Testament: numai cărțile care erau apostolice puteau fi incluse. Ce trebuia atunci făcut cu evangheliile care erau citite și larg acceptate ca autorități în timp ce fuseseră scrise în mod anonim, cum a fost cazul celor patru evanghelii din Noul Testament? Ele trebuiau asociate cu apostoli pentru a putea fi incluse în canon, așa că le-au fost atașate nume de apostoli.”—Bart D. Ehrman, Truth and Fiction in The Da Vinci Code: A Historian Reveals What We Really Know about Jesus, Mary Magdalene, and Constantine.
Autorul acestei scrieri nu a fost martor la viața lui Isus și nici măcar nu susține că descrie în evanghelie evenimente la care ar fi fost martor:
„Ele nu pretind că ar fi fost scrise de martori la viața lui Isus, iar istoricii au recunoscut de mult că ele au fost produse de creștini din a doua sau a treia generație, trăind în alte țări decât Isus (și Iuda), vorbind o limbă diferită (greacă în loc de aramaică), trăind în circumstanțe diferite și adresându-se unui public diferit.”—Bart D. Ehrman, The lost Gospel of Judas Iscariot: a new look at betrayer and betrayed.